# Кизикерменский уезд
Кизикерменский уезд (укр. Кизикерменський повіт) — административно-территориальная единица Новороссийской губернии Российской империи. Существовала в 1775—1783 годах. Центром уезда был бывший турецкий город-крепость Кызы-Кермен (известный с 1410 года)

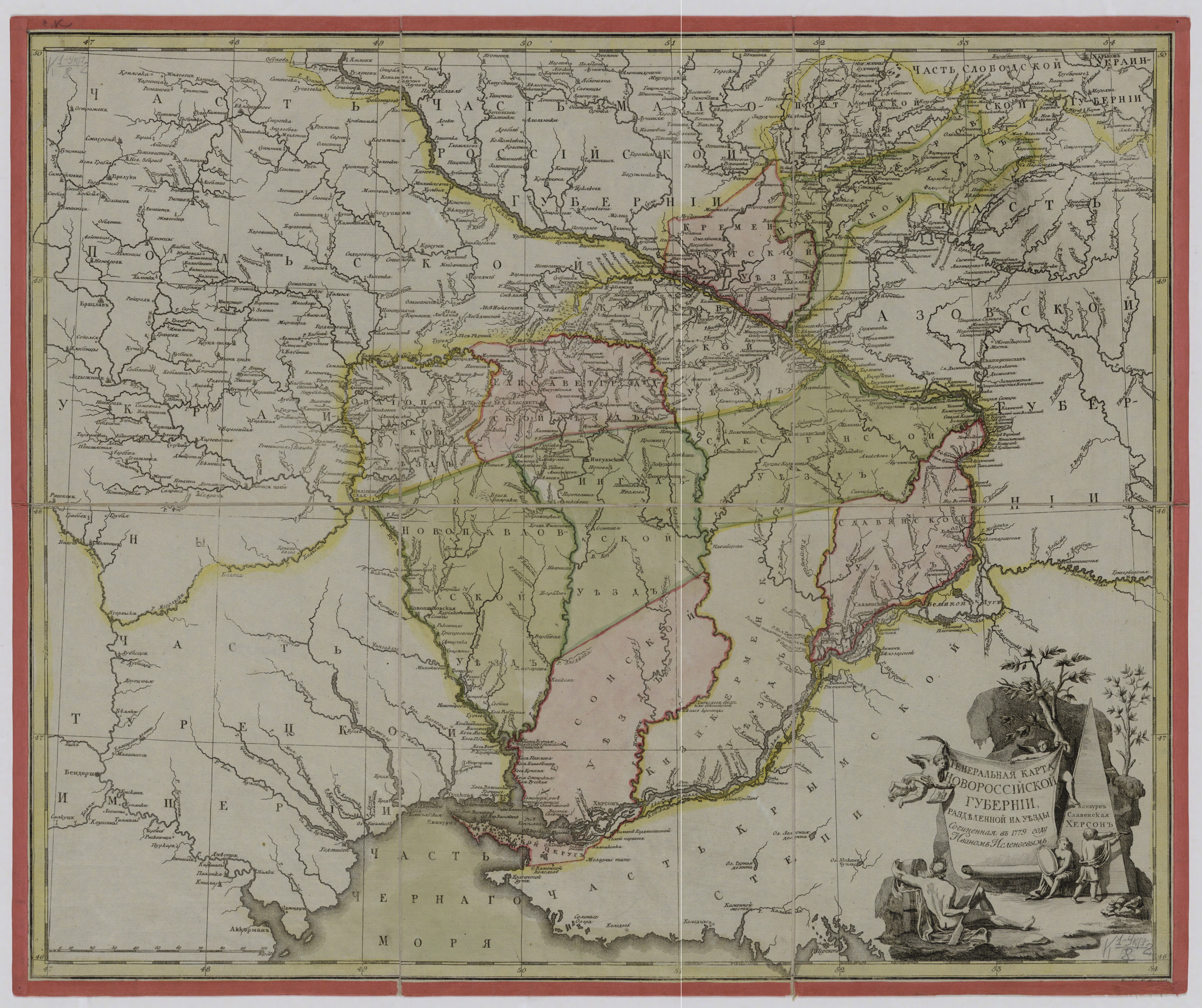
Генеральная карта Новороссийской губернии с делением на уезды. Составлена в 1779 году Иваном Исленьевым.

## История
Образована в 1775 году в составе Славянской провинции Новороссийской губернии.
В 1775 — первой половины 1776 года Кизикерменский уезд входил в состав Славянской провинции. Впоследствии входил в отменённую в 1782 году Херсонскую провинцию.
В 1783 году Новороссийская губерния вошла в состав Екатеринославского наместничество и Кизикерменский уезд был упразднён. В 1784 году Кызы-Кермен был переименован в город Берислав.

## Администрация
Земские комиссары (по Макидонов 2011, С.74):
- 1776—1777 поручик Селецкий Иван (литератор??)
- 1777—1778 ротмистр (капитан) Золотаревский, Яков Иванович
- 1782—1783 секунд-майор Сурацель, Григорий Николаевич
- 1783- адъютант Тиховский Павел